# Tesoro dei Quimbaya

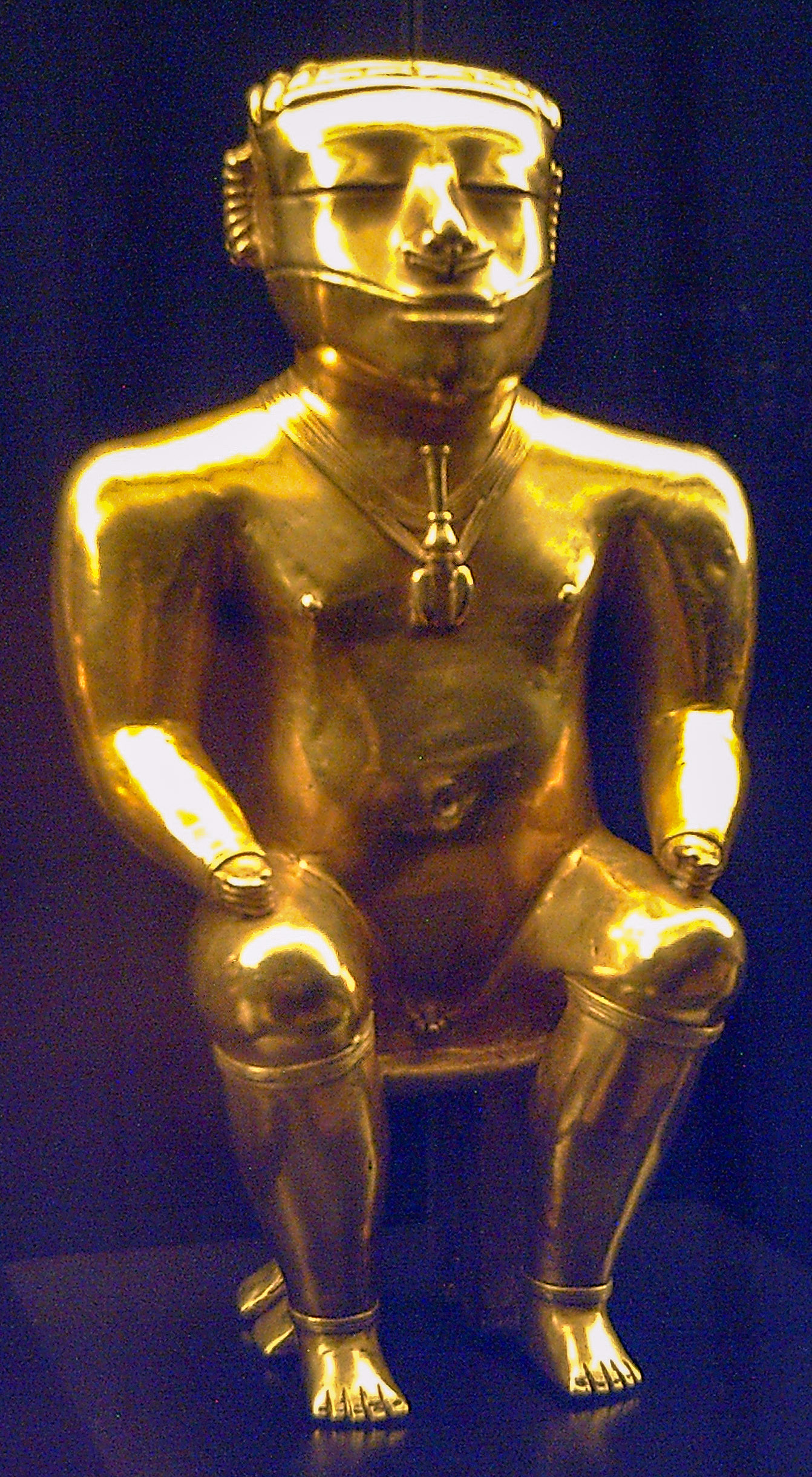
Statuetta Quimbaya.

Il Tesoro dei Quimbaya è un gruppo di oggetti di oro e tumbaga ritrovato nel "corredo" di due tombe di questa cultura precolombiana, ed è stato donato, dal Governo colombiano, alla Corona spagnola alla fine del XIX secolo. Oggi fa parte delle collezioni del Museo de América di Madrid, nel quale è esposto in forma permanente. La sua importanza è costituita non solamente dal numero di pezzi, ma soprattutto dalla loro eccezionale qualità artistica e tecnica, autentici capolavori dell'arte precolombiana.

## Scoperta del tesoro
La scoperta degli oggetti, che fanno parte di questo tesoro, avvenne nel 1890 vicino a Filandia ad opera di un gruppo di spoliatori di tombe (huaqueros). Anche se le tombe indigene di questa zona erano già note per la loro ricchezza, il ritrovamento di questo gruppo di oggetti – denominato successivamente “Tesoro dei Quimbaya” –  senza dubbio superò le aspettative dei razziatori, commercianti e collezionisti. Le notizie apparse sulla stampa, dal momento dello scavo del tesoro, furono di manifesto stupore e ammirazione per il ritrovamento. La qualità dell'insieme di oggetti è così spettacolare, che si può considerare come il principale tesoro delle Americhe fino alla scoperta della tomba del signore di Sipán in Perù.

## L'"huaquería" in Colombia

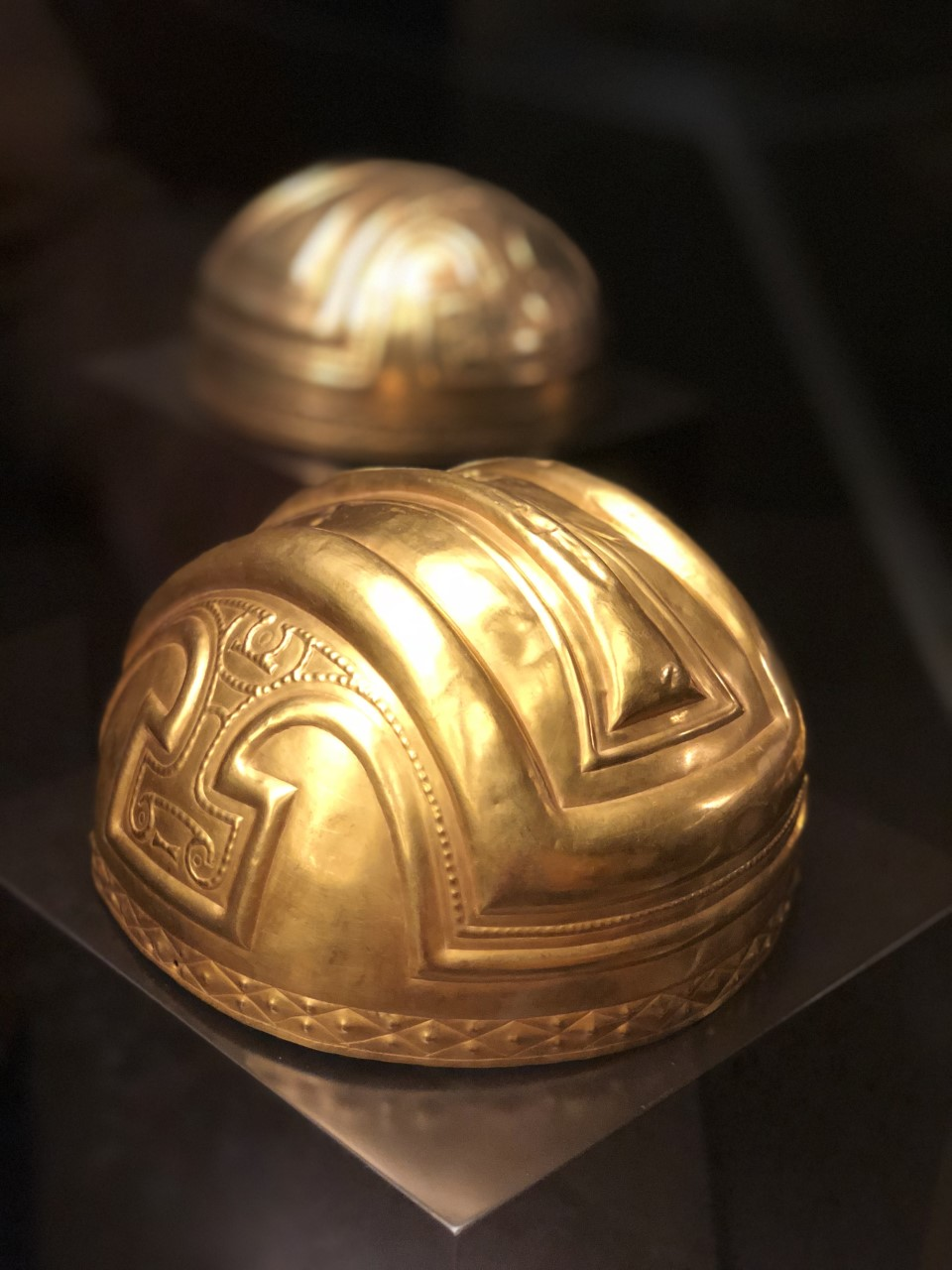
Copricapo, Tesoro dei Quimbaya.

In Colombia, oltre che dalle miniere di oro e dalle sabbie alluvionali dei fiumi, l'oro proveniva dalle tombe preispaniche ed era denominato “oro di huaca” (da huaqueros). Durante il XIX secolo si sviluppò questa importante industria estrattiva, riconosciuta dal Codice colombiano delle fino all'anno 1941. Durante decenni l'"huaquería" è stata un'attività sulla quale vivevano un numero considerevole di famiglie, ed era legalmente accettata. La Legge del 13 giugno 1833 su “ritrovamenti di tesori” decretava che "l'oro, l'argento e le pietre preziose trovati nelle sepolture, templi, e altro, dagli Indios, appartengono integralmente a chi li ha trovati" ossia, agli scopritori. Pertanto la legge favoriva l'espoliazione e gli conferiva un marchio di legalità. Poiché non esisteva una legge che proteggesse questi beni archeologici, quanto trovati divenivano degli "huaquero" stessi, per passare all'intermediario o all'acquirente finale, oltre al fatto che spesso gli oggetti venivano fusi in lingotti, purtroppo la destinazione più comune degli oggetti trovati. Migliaia di chilogrammi d'oro, lavorato o meno da artigiani precolombiani, finirono in questo modo fusi e persi per sempre a causa di questa "corsa all'oro" avvenuta non solo durante l'epoca coloniale, ma soprattutto intensamente nell'ultimo quarto del XIX secolo. Tuttavia, alcune altre serie di oggetti in oro quimbaya, meno numerose del Tesoro ma costituite anche da tipologie simili come statuette antropomorfe, elmi e altri oggetti, furono acquisite, a partire dall'ultimo quarto del XIX secolo, da diversi musei europei e da collezionisti privati.
Così, è in questo contesto di espansione mineraria, colonizzazione e "società" dedite al saccheggio del patrimonio archeologico con il riconoscimento della legalità, che avvenne la scoperta del "Tesoro dei Quimbaya".
Soltanto la Legge 48 del 1918, quasi 30 anni dopo la scoperta del Tesoro, dichiarò gli oggetti precolombiani come appartenenti alla storia patria e proibì la loro distruzione e libera vendita senza autorizzazione del Ministero della pubblica istruzione. Ma si dovette aspettare altri due anni, con la Legge 47 del 1920, per avere una nuova legge che proibiva l'uscita di pezzi archeologici dal paese senza autorizzazione.

## L'arrivo in Spagna
Nel 1892 ebbe luogo la commemorazione del IV Centenario della scoperta dell'America a Madrid. Uno dei principali eventi fu l'Exposición Histórico Americana nella quale la Colombia decise di esibire, insieme ad altri oggetti, l'appena trovato "Tesoro dei quimbaya". Il Tesoro era stato acquistato dal Governo colombiano dagli intermediari che a loro volta lo avevano comprato agli huaqueros che lo avevano trovato. La transazione si realizzò il 20 agosto 1891 mediante un “Contratto di acquisto di una collezione di oggetti d'oro” tra il Governo e Fabio Lozano Torrijos di Ibagué per la somma di 70.000 pesos, nel quale si specificava il numero totale degli oggetti (433) acquistati dal Governo, e il peso di 21,224 chilogrammi d'oro.
La collezione venne imbarcata il 2 luglio 1892 a Barranquilla, transbordando a L'Avana il 30 luglio. L'arrivo in Spagna dei pezzi d'oro, della ceramica e di altri oggetti della delegazione colombiana, avvenne il 10 agosto con la nave a vapore México della Società Trasatlántica Spagnola di Barcellona. L'intenzione dell'allora presidente della Repubblica, Carlos Holguín, era quella di donare questo favoloso tesoro alla regina reggente di Spagna, Maria Cristina d'Asburgo, in ringraziamento per il suo intervento nel lodo arbitrale per la risoluzione del conflitto per i confini tra Colombia e Venezuela, che fu favorevole alla Colombia.
Il 4 maggio 1893 la legazione della Repubblica di Colombia in Spagna, presieduta dal suo ambasciatore, Julio Betancourt, consegnò ufficialmente alla regina gli oggetti, che vennero poi denominati “Tesoro dei quimbaya”. La regina, a sua volta, donò il Tesoro alle collezioni del patrimonio storico dello stato spagnolo, che venne destinato, in un primo momento, al Museo Archeologico Nazionale, dove venne esposto fino alla Guerra civile spagnola, quando, insieme ad altri beni eccezionali integranti nel Patrimonio Storico Spagnolo, venne trasferito in Svizzera per la sua protezione. Il Tesoro era accompagnato da molti dipinti del Museo del Prado.

## Il Tesoro nel Museo de América

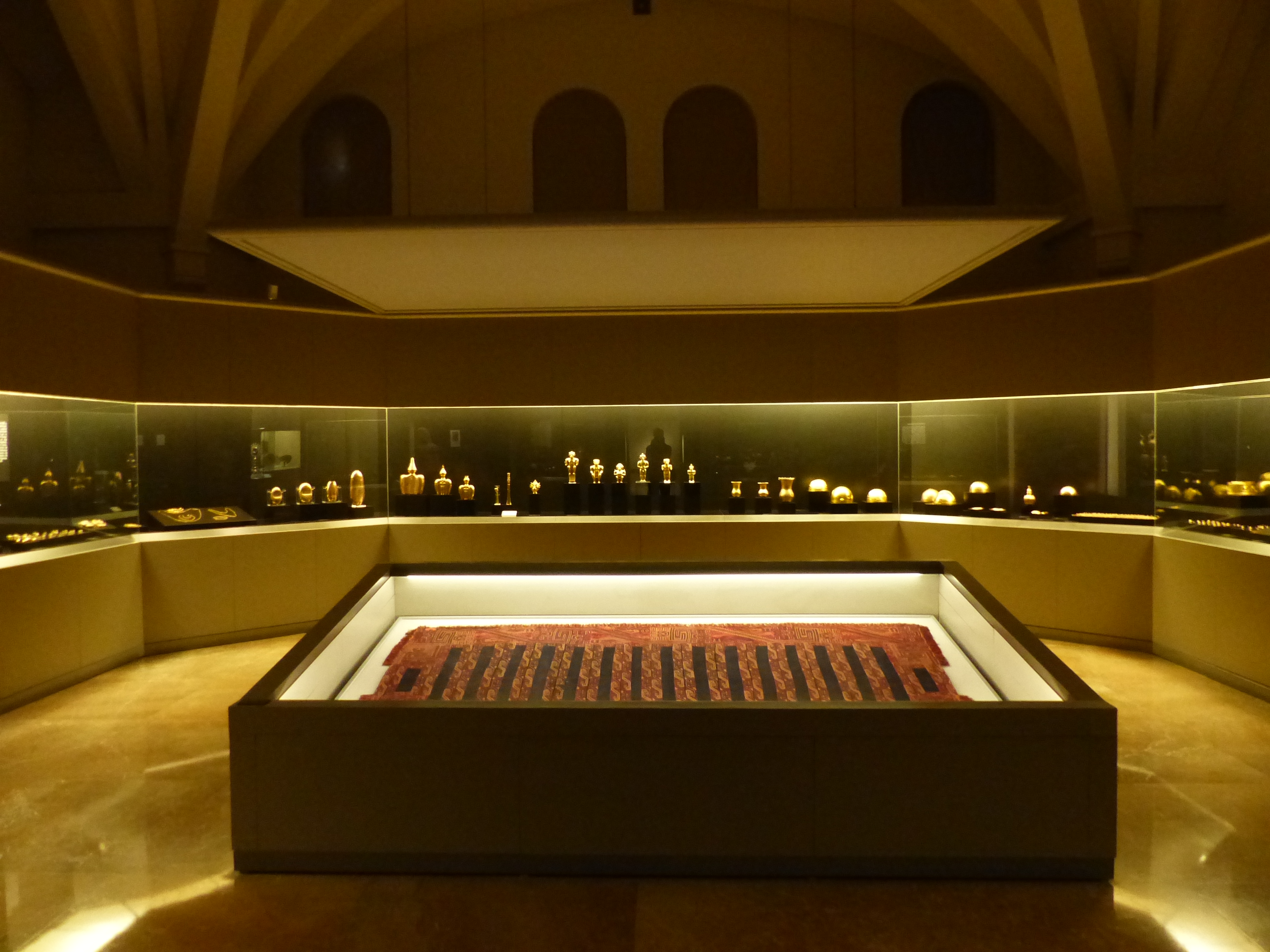
Sala con oggetti della cultura "Quimbaya", Museo de América, Madrid.

Il Museo de América venne creato il 19 aprile 1941, per raggruppare tutti i beni americani e provenienti da lasciti che integravano il Museo Archeologico Nazionale. Poiché il nuovo museo non contava una sede propria, il Tesoro continuò ad essere esposto nel Museo Archeologico insieme al resto delle collezioni americane, dentro l'area specificamente riconosciuta come Museo de America. Il nuovo edificio iniziò ad essere costruito, un anno dopo, nella sua odierna posizione nella Città Universitaria. In questa nuova sede venne trasferito dal 1965 al luglio 1978.
Con la riapertura del Museo de America, dopo la ristrutturazione del 1994, il “Tesoro dei Quimbaya” è ritornato in questa sede e da allora, la collezione, originale e unica, è esposta nella sala ad essa dedicata.

## L'insieme originale

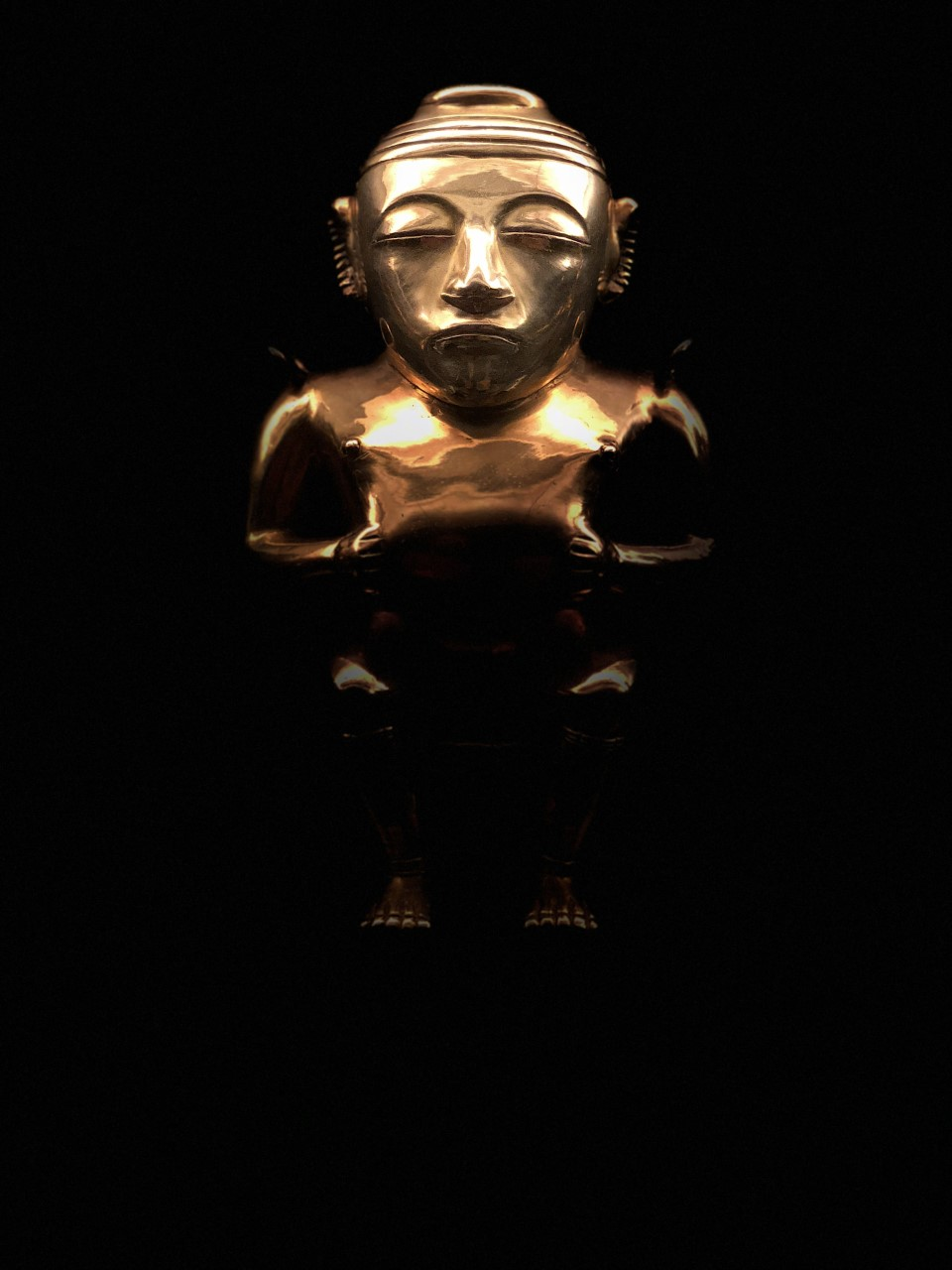
Figura antropomorfa, tesoro dei Quimbaya.

Il Museo de America oggi espone e conserva lo stesso numero di pezzi che venne donato nel 1893 corrispondente a 136 numeri di inventario.
I riferimenti storici, il contratto e altri documenti riferiscono un numero differente di pezzi, nonché un peso totale diverso. La differenza è dovuta al numero di pezzi che integrano le collane, contati alcune volte come singoli oggetti ed altre come un pezzo unico. La ricerca di Ana Verde (2016) a partire dalla documentazione fotografica e dagli inventari originali, dimostra che l'insieme era formato da 474 pezzi di oreficeria, numero diverso dai dati che figurano nel contratto di donazione.
In ogni caso, la parte dell'odierno “Tesoro dei Quimbaya” conservata nel Museo de America e acquistata dal Governo colombiano, corrisponde soltanto a un quinto degli oggetti ritrovati in quel sito. Una parte di questo insieme è stata acquistata da Vicente Restrepo, assieme a un lotto di ceramica proveniente dalla stessa zona, mentre un'altra parte è stata acquistata dal Governo colombiano. Queste collezioni sono state esposte all'Esposizione Mondiale Colombiana di Chicago, nel 1893, e poi vendute negli Stati Uniti dai loro proprietari colombiani. Una parte importante si trova attualmente nel Field Museum di Chicago. Un'altra collezione di ceramica e pietre è stata donata dal governo Colombiano affinché figurasse nell'Esposizione Italo-Americana di Genova del 1892, ma del resto dei lotti si ignora la destinazione.

## Datazione
Anche se denominati “Tesoro dei Quimbaya” in realtà questi pezzi non appartengono al gruppo etnico quimbaya con il quale gli spagnoli vennero in contatto nel XVI secolo. Si tratta di un gruppo che popolò quella stessa regione ma in un'epoca anteriore e denominato “Quimbaya Classico” rispetto al  “Quimbaya Tardivo”, che corrisponde al gruppo che occupava questa regione all'arrivo degli spagnoli. Il periodo di sviluppo di questa cultura va dal 500 a.C. fino al VI secolo. Resti di ceneri e nuclei di argilla del Tesoro hanno permesso di datarlo al V-VI secolo, sia con il radiocarbonio che con la termoluminescenza. Pertanto questo tesoro corrisponde al periodo “Quimbaya Classico”.

## Pezzi sparsi
Il Tesoro è costituito da una tipologia di oggetti riguardanti il consumo di allucinogeni e l'ornamento del corpo dei cacique. Di questi, 6 rappresentano cacique, 4 uomini e 2 donne, di cui una incinta. Tutti sono rappresentati nudi, con gli stessi simboli di potere nelle mani e adornati con collane, orecchini e anelli per il naso. Senza dubbio, queste figure antropomorfe sono quelle che hanno fornito la meritata fama all'eccezionale insieme del Tesoro.